# Podlešín
Podlešín är en ort i Tjeckien.   Den ligger i regionen Mellersta Böhmen, i den centrala delen av landet, 24 km nordväst om huvudstaden Prag. Podlešín ligger 223 meter över havet och antalet invånare är 288.
Terrängen runt Podlešín är huvudsakligen lite kuperad. Podlešín ligger nere i en dal.Runt Podlešín är det ganska tätbefolkat, med 80 invånare per kvadratkilometer. Närmaste större samhälle är Kladno, 9,1 km söder om Podlešín. Trakten runt Podlešín består till största delen av jordbruksmark.